# Max Shreck (personaje de Batman Returns)
Maximilian "Max" Shreck es un personaje de ficción, uno de los villanos de la película Batman Returns de 1992. Es interpretado por Christopher Walken.

## Inspiración
Shreck no es un personaje oficial de los cómics de Batman sino un personaje creado enteramente por Daniel Waters, guionista de Tim Burton, como homenaje al actor homónimo Max Schreck. Dicho personaje inspiraría al personaje de Roland Daggett en Batman: la serie animada el cual sería el personaje de John Daggett en The Dark Knight Rises. En los guiones preliminares Shreck era un medio hermano de El Pingüino, otro guion tenía previsto que Shreck era en verdad Harvey Dent y que al ser electrocutado por Catwoman se convertiría en el villano Dos Caras.

## Historia Ficticia
Max Shreck es mostrado como un despiadado y ambicioso empresario dueño de varios negocios, entre ellos una cadena de tiendas por departamento Shreck's. Su única familia es su hijo Charles Chip Shreck. La esposa de Shreck y madre de Chip presuntamente fue asesinada por su esposo.
El plan de Shreck en la película es crear una enorme planta de energía nuclear a la cual se oponen el alcalde de Gotham City Hamilton Hill y Bruce Wayne considerando que Gotham tiene un exceso de energía y por tanto dicha planta sería innecesaria.
Al inicio de la película Shreck improvisa un discurso el cual es interrumpido por la banda criminal del Circo Triángulo Rojo. Los miembros de dicha organización exigen llevarse a Shreck pero Chip gana tiempo para que su padre huya pero es atrapado por El Pingüino. Al principio dicho villano era un mito en toda Gotham pero Shreck se convence de que El Pingüino es real. El Pingüino le pide a Shreck convertirlo en una persona respetable como es él, pero Shreck con actitud vacilante duda en ayudarlo y el Pingüino lo chantajea con revelarle a las autoridades sus crímenes pasados; desechos tóxicos de su supuesta limpia planta de textiles, reconstruidos archivos que lo acreditan como dueño de edificios en ruinas de la ciudad y la muerte y desmembración de Fred Atkins, socio de Shreck, todo ello estudiado fríamente por El Pingüino. Shreck accede a ayudarlo si el lo ayudase.
Shreck vuelve a su oficina viendo que su secretaria Selina Kyle arreglando los archivos para una cita que Shreck tendría con Wayne y accidentalmente revela haber leído los archivos privados en los que se constataba que la supuesta Planta de energía de Shreck era en verdad un gigantesco condensador que absorbe la energía eléctrica de Gotham dándole el monopolio de la energía a Shreck. Shreck viendo sus planes amenazados por Kyle y argumentando que la planta es su legado para Chip la asesina arrojándola de la ventana. Kyle sobrevive para convertirse en Catwoman.
Shreck es cómplice en el montaje en que un acróbata del Circo El Triángulo Rojo roba el bebé del alcalde Hill y el Pingüino finge rescatar al bebé quedando como un héroe. Shreck defiende al Pingüino de la insistente prensa cuando él (Pingüino) trataba de descubrir su raíces en el Archivo de Gotham, en los archivos descubriría que su nombre era Oswald Chesterfield Cobblepot. Al día siguiente Shreck se reúne con Bruce Wayne quien le expone la inconveniencia de construir la Planta de energía a su vez que le recrimina tener relación con el Pingüino pero Shreck hace ver al Pingüino como su aliado y héroe de Gotham y le dice que de no ser desechado por sus padres habrían compartido clases de niños y posteriormente se sorprende al ver a Selina viva y le pide que acompañe a Bruce a la salida. Shreck le dice a Chip que la trataría de matar de nuevo si lo chantajeaba.
Al poco tiempo Shreck revela su plan, provocar con el Pingüino un caos en Gotham para adelantar las elecciones y que Cobblepott fuese elegido alcalde y así aprobar la planta de energía. No obstante los planes de Shreck son arruinados por Batman luego de que revelase una grabación de Cobblepott (el Pingüino) quien controlando remotamente el Batmobile la noche anterior insulta a todos los ciudadanos de Gotham argumentando manipularlos como tontos. El discurso de campaña de Cobbeplott es arruinado por dicha grabación y Shreck lo abandona además de que Cobblepott pierde popularidad por lo que se ve obligado a huir a su escondite en las cloacas.
El baile de máscaras de Shreck es violentamente interrumpido por El Pingüino diciéndoles a los presentes que sus secuaces matarían a sus hijos arrojándolos a las cloacas de Gotham con aguas contaminadas por las plantas de Shreck (en venganza por lo que sus padres habían hecho con él) ya su vez se llevaría a Chip para matarlo de la misma manera pero Shreck lo convence de llevarlo a él en lugar de su hijo argumentando que el lo había manipulado y traicionado. Scheck es encerrado en una jaula a la espera de morir con los primogénitos de Gotham, los cuales serían rescatados por Batman. Cuando Pingüino decide destruir parte de Gotham con misiles disparados por sus pingüinos Batman interviene y frustra sus planes haciendo que los pingüinos disparasen los misiles a su escondite en el abandonado zoológico de Gotham. Cuando Shreck logra escapar de su encierro es atrapado por Catwoman quien está decidida a matarlo. Batman logra evitar eso aunque prometiendo hacer encarcelar a Shreck por sus crímenes. Cuando Batman rompe su máscara revelando su identidad como Bruce Wayne, Shreck con un revólver le dispara y le dispara a Selina creyendo matarla pero sobrevive gracias a 4 de sus 9 vidas. Catwoman decide guardar su última vida para la próxima Navidad; usando un paralizador eléctrico sacrificando su penúltima vida provocando un corto circuito en los ventiladores de la guarida del Pingüino. Catwoman desaparece y Bruce descubre a Shreck hecho un cadáver esquelético y carbonizado.